# لینئاس آئراس فدرالس
لینئاس آئراس فدرالس (به انگلیسی: Líneas Aéreas Federales) یک شرکت هواپیمایی است که در تاریخ ۲۰۰۳ میلادی تأسیس شده است. دفتر مرکزی لینئاس آئراس فدرالس در بوئنوس آیرس، آرژانتین واقع شده‌است.